# Calycopeplus
Calycopeplus es un género perteneciente a la familia de las euforbiáceas con cinco especies de plantas. Es originario de Australia.

## Taxonomía
El género fue descrito por Jules Emile Planchon y publicado en Bulletin de la Société Botanique de France 8: 30. 1861. La especie tipo es: Calycopeplus ephedroides Planch. 	

## Especies aceptadas
A continuación se brinda un listado de las especies del género Calycopeplus aceptadas hasta octubre de 2012, ordenadas alfabéticamente. Para cada una se indica el nombre binomial seguido del autor, abreviado según las convenciones y usos.
- Calycopeplus casuarinoides L.S.Sm.
- Calycopeplus collinus P.I.Forst.
- Calycopeplus marginatus Benth.
- Calycopeplus oligandrus P.I.Forst.
- Calycopeplus paucifolius (Klotzsch) Baill.